# Tronntjärnarna (Undersåkers socken, Jämtland, 698821-135959)
Tronntjärnarna är en sjö i Åre kommun i Jämtland och ingår i Indalsälvens huvudavrinningsområde. Tronntjärnarna ligger i Vålådalen Natura 2000-område.